# 7517 Alisondoane
7517 Alisondoane è un asteroide della fascia principale. Scoperto nel 1989, presenta un'orbita caratterizzata da un semiasse maggiore pari a 2,4466261 UA e da un'eccentricità di 0,2618655, inclinata di 6,06008° rispetto all'eclittica.